# 와카사 마사시
와카사 마사시(일본어: 若狭 大志, 1989년 7월 24일 ~ )는 일본의 축구 선수이다.

## 구단 경력
그는 2012년부터 2023년까지 J리그의 오이타 트리니타, 제프 유나이티드 지바, 도쿄 베르디, 베갈타 센다이에서 활동하였다.